# Eurocon 2006
Eurocon 2006, acronim pentru Convenția europeană de science fiction din 2006, a avut loc la Kiev în  Ucraina, pentru prima oară în această țară.